# Landwein
Landwein bezeichnet seit der EU-Weinrechtsänderung Verordnung Nr. 491/2009 vom 1. August 2009 die zweite von drei Qualitätsstufen im europäischen Weinbau. Bei Weinen dieser Güteklasse dürfen auch der Jahrgang sowie ausgewählte Rebsorten auf dem Etikett angegeben werden. Die Qualitätsanforderungen sind niedriger als die von Weinen mit geschützter Ursprungsbezeichnung (Qualitätswein), aber höher als für Wein ohne Herkunftsangabe (dem früheren Tafelwein).

## Deutschland
Deutscher Landwein zählt zu den Weinen mit einer geschützten geografischen Angabe und bezeichnet Wein der zweitniedrigsten Qualitätsstufe nach dem Tafelwein. Die Mindestmostgewichte liegen daher um mindestens 0,5 Vol-% Alkohol höher, das entspricht 3° Oechsle. Seit 1982 gibt es in Deutschland die Bezeichnung Landwein als Qualitätsstufe für einen gebietstypischen trockenen oder halbtrockenen Tafelwein höherer Qualität. Das Weingesetz lässt aber auch die Produktion lieblicher Weine zu. Deutscher Landwein muss zu mindestens 85 % aus Trauben gekeltert werden, die aus dem Landweingebiet stammen, dessen Bezeichnung der Wein trägt. Sein Most darf vor der Vergärung mit Zucker angereichert werden (Chaptalisation). In anderen Ländern gibt es ähnliche Bezeichnungen für heimische Weine, wie zum Beispiel Vin de Pays in Frankreich. Landwein muss aber nicht unbedingt minderer Qualität als ein QbA (Qualitätswein bestimmter Anbaugebiete) sein. Die Landesregierung von Rheinland-Pfalz erlaubt in den Anbaugebieten Nahe, Rheinhessen und Pfalz gemäß ihrer Weinverordnung für QbA-Weine nur einen maximalen Ertrag von 10.500 Liter Most pro Hektar, bei Landwein sind es 15.000 Liter pro Hektar und für Grundwein 20.000 Liter pro Hektar (Gruppenmodell). Im Anbaugebiet Württemberg ist im Gegensatz dazu für alle  Weinarten ein Höchstertrag von 11.000 Liter pro Hektar und in Steillagen von 15.000 Liter pro Hektar zulässig (Ein-Wert-Modell), weiterhin ist eine Überlagerung i. H. v. 20 % möglich, um z. B. Mindererträge in Folgejahren auszugleichen (§ 10 Weingesetz). Viele deutsche Winzer, in deren Anbaugebiet das Gruppenmodell angewandt wird, vermarkten deshalb Weine als Landwein, obwohl diese die Qualitätskriterien für QbA oder sogar Kabinett erfüllen. Als Alternative zur Vermarktung von Landwein bleibt nur noch die Vernichtung (Abkippen der Trauben auf landwirtschaftlich genutzten Flächen), das Hängenlassen der Trauben am Stock übrig oder die Destillation, wobei der gewonnene Alkohol nur zu industriellen Zwecken genutzt werden darf (§ 11 Weingesetz).
Die rechtlichen Rahmenbedingungen für Landwein setzt der § 22 Weingesetz:
- Die Bezeichnung eines Weines als Landwein setzt voraus, dass

1. die zur Weinherstellung verwendeten Trauben zu mindestens 85 vom Hundert aus dem Landweingebiet stammen, dessen Bezeichnung der Wein trägt; die restlichen Anteile, einschließlich der zur Süßung verwendeten Erzeugnisse, dürfen nur aus Trauben hergestellt sein, die aus anderen Landweingebieten stammen,
2. eine Konzentrierung durch Kälte nicht vorgenommen worden ist,
3. der Abfüller von der nach Landesrecht zuständigen Stelle in das System der jährlichen Kontrollen zur Einhaltung der für Landweine bestehenden Produktspezifikationen aufgenommen worden ist.

- Das Bundesministerium für Ernährung, Landwirtschaft und Verbraucherschutz wird ermächtigt, durch Rechtsverordnung mit Zustimmung des Bundesrates

1. Vorschriften über das Süßen und den Restzuckergehalt von Landwein zu erlassen,
2. festzulegen, unter welchen Voraussetzungen das Herstellen eines Landweines außerhalb des Landweingebietes zulässig ist.

- Die Landesregierungen können durch Rechtsverordnung regeln:

1. die Verzeichnisse der zur Herstellung von Landwein geeigneten Rebsorten der Art Vitis vinifera oder einer Kreuzung zwischen Vitis vinifera und einer anderen Art der Gattung vitis,
2. den natürlichen Mindestalkoholgehalt der Landweine unter Berücksichtigung der für Qualitätswein desselben geografischen Raumes geltenden Wertes,
3. das Verfahren der jährlichen Kontrolle der Produktspezifikationen der Landweine.

Seit dem 1. August 2009 sind in Deutschland folgende 26 Landwein-Gebiete festgelegt:
- Ahrtaler Landwein
- Badischer Landwein
- Bayerischer Bodensee Landwein[6]
- Brandenburger Landwein
- Landwein Main (früher Fränkischer Landwein)
- Landwein der Mosel
- Landwein Neckar
- Landwein Oberrhein
- Landwein Rhein
- Landwein Rhein-Neckar
- Landwein der Ruwer
- Landwein der Saar
- Mecklenburger Landwein
- Mitteldeutscher Landwein
- Nahegauer Landwein
- Pfälzer Landwein
- Regensburger Landwein
- Rheinburgen-Landwein[7]
- Rheingauer Landwein
- Rheinischer Landwein
- Saarländischer Landwein
- Sächsischer Landwein
- Schleswig-Holsteinischer Landwein
- Schwäbischer Landwein
- Starkenburger Landwein
- Taubertäler Landwein

## Österreich
Laut österreichischem Weingesetz 2009 gehört der Landwein zur Gruppe der Weine mit geschützter, geografischer Angabe (g. g. A.) und muss folgenden Angaben entsprechen:
- Landwein (mind. 14° KMW = 68° Oe)

- Trauben müssen zu 100 % aus der Weinbauregion stammen.
- Landwein muss auf dem Etikett stehen.
- Muss ausschließlich aus Qualitätsrebsorten bereitet sein.
- Mindestmostgewicht der Trauben 14° KMW.
- Der Wein muss die der Bezeichnung typische Eigenart aufweisen.
- Gesamtsäuregehalt von mindestens 4 g je Liter
- Hektarhöchstertrag 9000 kg (bzw. 6750 l Wein/ha)
- Muss im Aussehen und Geruch frei von Fehlern sein.

Alkoholerhöhung/Anreicherung
- Alkoholerhöhung/Anreicherung maximale Anreicherungsspanne 2,0 %vol
- Gesamtalkohol nach Anreicherung: Weißwein 13,5 %vol, Rotwein 14,5 %vol

## Frankreich
Französischer Landwein ist als Vin de Pays bekannt.

## Italien
In Italien wird Landwein Vino tipico genannt, siehe Indicazione Geografica Tipica.

## Schweiz
Schweizer Landweine sind beispielsweise der Walliser Goron und der Walliser Rosé de Goron.